# Куницыно (Владимирская область)
Куницыно — деревня в Камешковском районе Владимирской области России, входит в состав муниципального образования Второвское.

## География
Деревня расположена в 7 км на восток от центра поселения села Второво, в 12 км на юго-запад от райцентра Камешково.

## История
В конце XIX — начале XX века деревня входила в состав Лаптевской волости Владимирского уезда, с 1924 года — в составе Второвской волости. В 1859 году в деревне числилось 20 дворов, в 1905 году — 38 дворов, в 1926 году — 48 хозяйств.
С 1929 года деревня входила в состав Высоковского сельсовета Ковровского района, с 1940 года — в составе Патакинского сельсовета Камешковского района, с 1954 года — в составе Тереховицкого сельсовета, с 1966 года — с составе Волковойновского сельсовета, с 2005 года — в составе муниципального образования Второвское.

## Население
| 1859 | 1905 | 1926 |
| ---- | ---- | ---- |
| 130  | 200  | 205  |

| 1859 | 1905 | 1926 | 2002 | 2010 | 2021 |
| ---- | ---- | ---- | ---- | ---- | ---- |
| 130  | ↗200 | ↗205 | ↘28  | ↘18  | ↗37  |